# Św. Bernadeta z Lourdes
Św. Bernadeta z Lourdes (fr. Lourdes) – francusko-włosko-luksemburski film telewizyjny z 2000 roku.
Treścią filmu jest historia świętej Bernadety Soubirous, której między lutym a lipcem 1858 roku w Grocie Massabielle w Lourdes, osiemnaście razy ukazała się Matka Boża.

## Obsada[1]
- Angéle Osinsky: Bernadette Soubirous
- Alessandro Gassman: Bernard / Henri Guillaumet
- Florence Darel: Claire La Fontaine
- Roger Souza: François Soubirous
- Sydne Rome: Mutter Marie-Thérèse
- Helmut Griem: Auguste La Fontaine
- Günther Maria Halmer: Kaplan Peyramale
- Andréa Ferréol: Mutter Oberin
- Stefania Rocca: Nathalie Guillaumet
- Umberto Orsini: Pater Laurent